# Асмир Мисини
Асмир Мисини (29. септембар 1985, Нови Сад, СФРЈ) је српски фудбалер.